# Андронік (Лукаш)
Андронік, світське ім'я: Олексій Андрійович Лукаш (нар. 12 лютого 1889, Луппа, пом. 21 березня 1974, Тбілісі) — російський православний священник і святитель.
Народився в селянській родині. Після закінчення парафіяльної школи в сімнадцятирічному віці вступив послушником до Глинської пустині під опіку ієромонаха Антонія (Вєтро). У 1913 році, ще будучи послушником, був переведений до монастиря Покрови Пресвятої Богородиці в Оші. Через два роки був мобілізований до російської армії, потрапив у австрійський полон і провів там три з половиною роки. У 1918 році повернувся до Глинської пустині.
У 1921 році склав вічні чернечі обіти, прийнявши ім'я Андронік. Наступного року за рішенням радянської влади монастир було ліквідовано. Тоді чернець Андронік відправився до Рильська, де став братом єпископа Павліна. Також був висвячений у сан ієродиякона. Наступного року його заарештували, звинуватили в контрреволюційній діяльності і засудили до 5 років виправно-трудових таборів на Колимі, де він працював санітаром у табірній лікарні. У 1928 році повернувся до Рильська і був висвячений єпископом Павліном на священника.
У 1929 р. тяжко захворів; тоді він вирішив прийняти чернечий постриг у велику схиму. Проте він одужав і продовжував душпастирську працю до 1939 року, коли його знову заарештували і заслали на Колиму. Однак начальник табору не відправив його працювати разом з іншими в'язнями, а довірив йому ведення власного будинку, що, мабуть, і врятувало монаху життя. У 1948 році схимен Андронік повернувся до відновленої сімома роками тому Глинської пустині. Виконував там обов'язки декана.
Андронік (Лука) вважався віруючими святим старцем: йому приписували дар пророкувати майбутнє, вказувати людям найвірніший шлях до спасіння та зцілювати силою молитви. У своїх контактах з паломниками він також був особливо ніжним і добрим. У 1955 році отримав сан схигумена.
У 1961 році радянська влада вдруге закрила Скит Глинської. Схигумен Андронік разом з групою інших монахів монастиря вирушив до Тбілісі і оселився біля храму св. Олександра Невського, парохом якого був інший колишній монах Скиту митрополит Степанівський Зеновій (Мажуга). Він продовжував зустрічатися з вірними та вів велике листування. У 1963 році отримав сан схиархімандрита.
Помер у 1974 році, похований у Тбілісі.
21 серпня 2010 року схиархимандрит Андронік разом з іншими ченцями Глинської постині — митрополитом Зеновієм і схиархимандритом Серафимом (Романцовим) — канонізований Українською Православною Церквою Московського Патріархату. Церемонію, яка відбулася у відновленій Глинській пустині, очолив митрополит Київський Володимир (Сабодан).

## Виноски
1. ↑  Чеська національна авторитетна база даних
2. ↑  Stariec i mitropolit. O żizni swiatitiela Zinowija (Mażuga), w schimie Sierafima. Moskwa: Nowospasskij monastyr'. 2011. с. 3-4. ISBN 978-5-87389-058-3.